# Tinktura

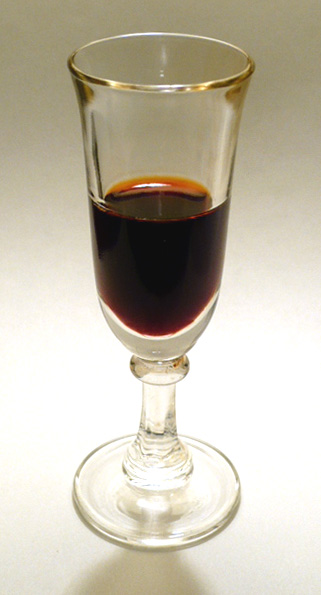
Tinktura z vrby bílé

Tinktura (z lat. tingó, tinctus, obarvený) znamená původně barvivo nebo léčivo. Slovo se běžně používalo v lékárnictví, lze je vidět na lahvích v historických lékárnách (zkratka "T", "Tct" nebo "Tinct"). Dnes znamená druh tekutého léčiva, výluh (obvykle z rostlin) získaný extrakcí vhodným rozpouštědlem, nejčastěji alkoholem.
K desinfekci ran, případně i vody se ještě dnes někde používá jódová tinktura, původně roztok jódu v etanolu. Protože vyvolávala alergické reakce, nahrazuje se roztokem nějaké jeho soli nebo sloučeniny. Někdy se užívá také propolisová tinktura, která je extraktem propolisu v ethanolu, nebo tinktura z Dipsacus sylvestris na boreliózu.  